# Atolmis canescens
Atolmis canescens är en fjärilsart som beskrevs av Embrik Strand 1919. Atolmis canescens ingår i släktet Atolmis och familjen björnspinnare. Inga underarter finns listade i Catalogue of Life.